# Otavipitek
Otavipitek (Otavipithecus) − rodzaj wymarłej małpy człekokształtnej, należącej prawdopodobnie do rodziny Proconsulidae, podrodziny Afropithecinae, zamieszkujący w miocenie tereny Namibii.